# Ragged Island
Ragged Island é um dos 32 distritos das Bahamas. Sua localização é ao sul da capital do arquipélago, Nassau. Engloba as ilhas de Exuma e Ragged Island.
Hoje, apenas 72 pessoas vivem na ilha. Porque a população é tão pequena, as três denominações religiosas na ilha se reúnem na mesma igreja a cada domingo e comemoram como uma comunidade.